# محمد ساق الله
محمد ساق الله هو محمد بن أحمد ساق الله الحنفي الأزهري، هو مفتي غزة، والقاضي الشرعي في يافا. وهو أديب وشاعر وعالم أزهري. وُلد عام 1812 في غزة، وتوفي 1896.
رحل إلى الجامع الأزهر عام 1833 ومكث فيه مدة سبعة أعوام، أجازه علماء الأزهر، وتصدر للتدريس في الجامع الكبير واشتغل في التجارة، عُين في وظيفة الإفتاء في غزة عام 1876، بعد عزل مفتيها أحمد محيي الدين الحسيني، جاءه كتاب التعيين أولا من متصرف القدس، ثم أتاه كتاب من بطريرك الروم فيها، ويظهر أنه سعى له لتعيينه، مكث في وظيفة الإفتاء في غزة نحو عامين، ثمّ رُفعت منه وأُلغيت في غزة، ثمّ عُين قاضيًا في يافا عام 1894 بعد أن أعطاه قاضي عسكر الأناضول كتاب تعيينه.
1. ↑  أعلام فلسطين في أواخر العهد العثماني (1800 - 1918). مؤرشف من الأصل في 2021-06-17.
2. ↑  cleverdes.com. "سيرة مفتي غزة الشيخ محمد أحمد ساق الله (1812- 1896)". صحافتي (بالإنجليزية الأمريكية). Archived from the original on 2022-10-01. Retrieved 2022-10-01.
3. ↑  "سيرة مفتي غزة الشيخ محمد أحمد ساق الله (1812- 1896)". عربي21. 20 مارس 2021. مؤرشف من الأصل في 2022-05-01. اطلع عليه بتاريخ 2022-10-01.